# NOTAM
NOTAM是英語「給飛行員通知」（Notice To Airmen）的縮寫，在2021年12月2日美國聯邦航空總署將其更改為「飛行任務通知」（Notice to Air Missions），以擴大涵蓋範圍。是由本地的航空部門根據芝加哥公約第15條中關於航空資信服務的格式發出，作用為通知飛行員該空域或機場的特別安排、臨時規定及運作程序的改變等。

## 發出的原因
發出NOTAM的目的是給飛行員和飛航運作相關單位可以有相同的渠道得悉資料和有一個統一格式的通知，發出NOTAM的原因絕大多數都是：
- 對飛行構成危險的狀況發生（多會是火箭發射、飛行表演及武裝衝突等）。
- 因應元首專機的離開或到達而需要關閉空域。
- 跑道關閉或者是預定跑道會在一段時間關閉。
- 地面導航設施（如：特高頻全向信標定位台（VOR）或無方向性信標（NDB））因故障或檢修等而暫停使用。
- 軍方飛行活動令空域需要關閉。
- 高度障礙物（例如高樓大厦）的警示燈故障，令飛機可能撞上有關的障礙物。
- 機場附近有突如其來的障礙物，以鳥類最常見，這類的NOTAM又稱為BirdTam。
- 機場場面／滑行道／跑道／機坪等有雪和積水（又稱為SNOWTAM）。
- 出現火山灰。

## NOTAM的格式
隨着電腦的普及，現在的NOTAM多數是以電腦發出，公眾甚至可以在互聯網透過美國政府的網站查讀全世界民航部門發出的NOTAM。
國際民航組織有對NOTAM更嚴格的格式規定，多數的NOTAM都是依這種格式發出，不過有少部分地方發出的NOTAM（例如美國）並不是完全跟隨ICAO格式。
就ICAO的格式而言，NOTAM分為六至八段，本文將會順序列出。
- 第一段，NOTAM的首行表達了NOTAM的識別，即發出的年月日時間和號碼，如果之前發出過相似的NOTAM，還會以NEW/REPLEACED的字眼標示。

- 第Q行（第二段）包含一些英文字母編碼顯示其識用範圍，可以在ICAO的編碼表找到相關的解釋。

- 第A行是適用的機場或者是該飛航情報區（FIR）的ICAO的編碼和由該機場作起點的適用範圍（例如香港國際機場西南20公里）。

- 第B及C行就是NOTAM的有效開始時間和完結時間，日期就是跟隨美國寫法（即YY/MM/DD，年/月/日），時間是世界協調時。

- 第D行則只會在事件的影響時間不足一天，但是重覆超過一次出現。例如一個機場預定在一天的三個時間內關閉跑道，並連續進行超過一天就要使用NOTAM的D行來表達其時效性。

- 第E行就是NOTAM的正文，依ICAO表定的英文縮寫詞語編寫。

- 第F或G行就是NOTAM中事件影響的高度，例如鳥類的活動一般不會多於12000呎。

## 例子
以下是倫敦希斯路機場發出的一個NOTAM：
```
A1234/06 NOTAMR A1212/06
Q)EGTT/QMXLC/IV/NBO/A/000/999/5129N00028W005
A)EGLL 
B)0609050500
C)0704300500
E)DUE WIP TWY B SOUTH CLSD BTN 'F' AND 'R'. TWY 'R' CLSD BTN 'A' AND 'B' AND DIVERTED VIA NEW GREEN CL AND BLUE EDGE LGT. CTN ADZ

```

代表了：
編號：A1234號NOTAM，於2006年發出
NOTAM的目的：代替2006年發出的第1212號NOTAM
飛航情報區：EGTT（倫敦飛航情報區）
目標：滑行道(Taxiway) （ICAO編碼表中為MX）
狀況：關閉（ICAO編碼表中為LC）
適用飛機：儀器飛行（IFR，ICAO編碼表中I）和 目視飛行（VFR，ICAO編碼表中V）
目的：希望航空公司或飛航營運者即時的注意（ICAO編碼表中N）
目的：給準備飛航的NOTAM（ICAO編碼表中B）
目的：飛航運作的NOTAM（ICAO編碼表中O）
範圍：機場
地理位置：51°29' N 000° 28' W
NOTAM適用的範圍：5 NM（海浬）
機場：倫敦希斯路機場（ICAO編碼：EGLL）
生效于：05:00 世界協調時 2006年9月5日
生效至：05:00 世界協調時 2007年4月30日
類別：機場、航线及地面助航
描述：因為滑行道B正進行工程，在“F”至“R”出口間的一段關閉。滑行道R在“A”至“B”關閉，滑行的飛機改經新的綠色中線燈和藍色邊緣燈組成的滑行道。建議謹慎。